# Panerola geganta de Madagascar
La panerola geganta de Madagascar (Gromphadorhina portentosa) és una espècie d'insecte blatodeu de la família Blaberidae. És una de les majors de paneroles, aconseguint una longitud de 5 a 7,6 cm en la maduresa. Procedeixen de l'illa de Madagascar, enfront de la costa africana, on poden trobar-se en troncs putrefacts.